# Finale de la Coupe UEFA 1983-1984
La finale de la Coupe UEFA 1983-1984 est la 13e finale de la Coupe de l'UEFA, organisée par l'UEFA. Elle prend la forme d'une double confrontation aller-retour prenant place le 9 mai et 23 mai 1984, respectivement au stade Constant Vanden Stock de Bruxelles, en Belgique, et au White Hart Lane de Londres, en Angleterre.
Elle oppose l'équipe belge  d'Anderlecht aux Anglais de Tottenham Hotspur. Au terme des deux rencontres, les Londoniens l'emportent aux tirs au but (4-3) après un résultat final de 2 buts partout (1-1 à l'aller, 1-1 au retour), ce qui constitue leur deuxième sacre dans la compétition après 1972, ainsi que leur troisième titre européen après leur victoire en Coupe des coupes en 1963.

## Parcours des finalistes
Note : dans les résultats ci-dessous, le score du finaliste est toujours donné en premier (D : domicile ; E : extérieur).
| RSC Anderlecht    | RSC Anderlecht | RSC Anderlecht | RSC Anderlecht |                            | Tottenham Hotspur   | Tottenham Hotspur | Tottenham Hotspur | Tottenham Hotspur |
| ----------------- | -------------- | -------------- | -------------- | -------------------------- | ------------------- | ----------------- | ----------------- | ----------------- |
| Adversaire        | Total          | Aller          | Retour         | Tour                       | Adversaire          | Total             | Aller             | Retour            |
| Bryne FK          | 4 - 1          | 3 - 0 (E)      | 1 - 1 (D)      | Trente-deuxièmes de finale | Drogheda United     | 14 - 0            | 6 - 0 (E)         | 8 - 0 (D)         |
| Baník Ostrava     | 4 - 2          | 2 - 0 (D)      | 2 - 2 (E)      | Seizièmes de finale        | Feyenoord Rotterdam | 6 - 2             | 4 - 2 (D)         | 2 - 0 (E)         |
| RC Lens           | 2 - 1          | 1 - 1 (E)      | 1 - 0 (D)      | Huitièmes de finale        | Bayern Munich       | 2 - 1             | 0 - 1 (E)         | 2 - 0 (D)         |
| Spartak Moscou    | 4 - 3          | 4 - 2 (D)      | 0 - 1 (E)      | Quarts de finale           | Austria Vienne      | 4 - 2             | 2 - 0 (D)         | 2 - 2 (E)         |
| Nottingham Forest | 3 - 2          | 0 - 2 (E)      | 3 - 0 (D)      | Demi-finales               | Hajduk Split        | 2E - 2            | 1 - 2 (E)         | 1 - 0 (D)         |

## Matchs

### Match aller
| ·              |                         |     |
| Titulaires :   |                         |     |
|                |                         |     |
| 1              | Jacky Munaron           |     |
| 2              | Luka Peruzović          |     |
| 3              | Per Frimann             |     |
| 4              | Alexandre Czerniatynski | 64e |
| 5              | Michel De Groote        |     |
| 6              | Enzo Scifo              |     |
| 7              | René Vandereycken       |     |
| 8              | Wim Hofkens             |     |
| 9              | Erwin Vandenbergh       | 82e |
| 10             | Morten Olsen            |     |
| 11             | Kenneth Brylle          |     |
|                |                         |     |
| Remplaçants :  |                         |     |
| 12             | Dirk Vekeman (en)       |     |
| 13             | Per Frimann             |     |
| 14             | Franky Vercauteren      | 64e |
| 15             | Arnór Guðjohnsen        |     |
| 16             | Frank Arnesen           | 82e |
|                |                         |     |
| Entraîneur :   |                         |     |
| Paul Van Himst |                         |     |

| ·                |                      |     |
| Titulaires :     |                      |     |
|                  |                      |     |
| 1                | Tony Parks (en)      |     |
| 2                | Danny Thomas (en)    |     |
| 3                | Chris Hughton        |     |
| 4                | Graham Roberts       |     |
| 5                | Paul Miller (en)     |     |
| 6                | Steve Perryman       |     |
| 7                | Micky Hazard (en)    |     |
| 8                | Steve Archibald      |     |
| 9                | Mark Falco (en)      |     |
| 10               | Gary Stevens         | 81e |
| 11               | Tony Galvin          |     |
|                  |                      |     |
| Remplaçants :    |                      |     |
| 12               | Gary Mabbutt         | 80e |
| 14               | Garth Crooks         |     |
| 15               | Richard Cooke (en)   |     |
| 16               | Ian Culverhouse (en) |     |
| 17               | Ray Clemence         |     |
|                  |                      |     |
| Entraîneur :     |                      |     |
| Keith Burkinshaw |                      |     |

| ·              |                         |     |
| Titulaires :   |                         |     |
|                |                         |     |
| 1              | Jacky Munaron           |     |
| 2              | Luka Peruzović          |     |
| 3              | Per Frimann             |     |
| 4              | Alexandre Czerniatynski | 64e |
| 5              | Michel De Groote        |     |
| 6              | Enzo Scifo              |     |
| 7              | René Vandereycken       |     |
| 8              | Wim Hofkens             |     |
| 9              | Erwin Vandenbergh       | 82e |
| 10             | Morten Olsen            |     |
| 11             | Kenneth Brylle          |     |
|                |                         |     |
| Remplaçants :  |                         |     |
| 12             | Dirk Vekeman (en)       |     |
| 13             | Per Frimann             |     |
| 14             | Franky Vercauteren      | 64e |
| 15             | Arnór Guðjohnsen        |     |
| 16             | Frank Arnesen           | 82e |
|                |                         |     |
| Entraîneur :   |                         |     |
| Paul Van Himst |                         |     |

| ·                |                      |     |
| Titulaires :     |                      |     |
|                  |                      |     |
| 1                | Tony Parks (en)      |     |
| 2                | Danny Thomas (en)    |     |
| 3                | Chris Hughton        |     |
| 4                | Graham Roberts       |     |
| 5                | Paul Miller (en)     |     |
| 6                | Steve Perryman       |     |
| 7                | Micky Hazard (en)    |     |
| 8                | Steve Archibald      |     |
| 9                | Mark Falco (en)      |     |
| 10               | Gary Stevens         | 81e |
| 11               | Tony Galvin          |     |
|                  |                      |     |
| Remplaçants :    |                      |     |
| 12               | Gary Mabbutt         | 80e |
| 14               | Garth Crooks         |     |
| 15               | Richard Cooke (en)   |     |
| 16               | Ian Culverhouse (en) |     |
| 17               | Ray Clemence         |     |
|                  |                      |     |
| Entraîneur :     |                      |     |
| Keith Burkinshaw |                      |     |

### Match retour
| ·                |                   |     |
| Titulaires :     |                   |     |
|                  |                   |     |
| 1                | Tony Parks (en)   |     |
| 2                | Danny Thomas (en) |     |
| 3                | Chris Hughton     |     |
| 4                | Graham Roberts    |     |
| 5                | Paul Miller (en)  | 77e |
| 6                | Gary Mabbutt      | 73e |
| 7                | Micky Hazard (en) |     |
| 8                | Steve Archibald   |     |
| 9                | Mark Falco (en)   |     |
| 10               | Gary Stevens      |     |
| 11               | Tony Galvin       |     |
|                  |                   |     |
| Remplaçants :    |                   |     |
| 12               | Osvaldo Ardiles   | 77e |
| 14               | Garth Crooks      |     |
| 15               | Mark Bowen        |     |
| 16               | Ally Dick (en)    | 73e |
| 17               | Ray Clemence      |     |
|                  |                   |     |
| Entraîneur :     |                   |     |
| Keith Burkinshaw |                   |     |

| ·              |                         |      |
| Titulaires :   |                         |      |
|                |                         |      |
| 1              | Jacky Munaron           |      |
| 2              | Georges Grün            |      |
| 3              | Walter De Greef         |      |
| 4              | Alexandre Czerniatynski | 103e |
| 5              | Michel De Groote        |      |
| 6              | Frank Vercauteren       |      |
| 7              | René Vandereycken       |      |
| 8              | Wim Hofkens             |      |
| 9              | Enzo Scifo              |      |
| 10             | Morten Olsen            |      |
| 11             | Frank Arnesen           | 77e  |
|                |                         |      |
| Remplaçants :  |                         |      |
| 16             | Arnór Guðjohnsen        | 77e  |
| 14             | Kenneth Brylle          | 103e |
|                |                         |      |
| Entraîneur :   |                         |      |
| Paul Van Himst |                         |      |

| ·                |                   |     |
| Titulaires :     |                   |     |
|                  |                   |     |
| 1                | Tony Parks (en)   |     |
| 2                | Danny Thomas (en) |     |
| 3                | Chris Hughton     |     |
| 4                | Graham Roberts    |     |
| 5                | Paul Miller (en)  | 77e |
| 6                | Gary Mabbutt      | 73e |
| 7                | Micky Hazard (en) |     |
| 8                | Steve Archibald   |     |
| 9                | Mark Falco (en)   |     |
| 10               | Gary Stevens      |     |
| 11               | Tony Galvin       |     |
|                  |                   |     |
| Remplaçants :    |                   |     |
| 12               | Osvaldo Ardiles   | 77e |
| 14               | Garth Crooks      |     |
| 15               | Mark Bowen        |     |
| 16               | Ally Dick (en)    | 73e |
| 17               | Ray Clemence      |     |
|                  |                   |     |
| Entraîneur :     |                   |     |
| Keith Burkinshaw |                   |     |

| ·              |                         |      |
| Titulaires :   |                         |      |
|                |                         |      |
| 1              | Jacky Munaron           |      |
| 2              | Georges Grün            |      |
| 3              | Walter De Greef         |      |
| 4              | Alexandre Czerniatynski | 103e |
| 5              | Michel De Groote        |      |
| 6              | Frank Vercauteren       |      |
| 7              | René Vandereycken       |      |
| 8              | Wim Hofkens             |      |
| 9              | Enzo Scifo              |      |
| 10             | Morten Olsen            |      |
| 11             | Frank Arnesen           | 77e  |
|                |                         |      |
| Remplaçants :  |                         |      |
| 16             | Arnór Guðjohnsen        | 77e  |
| 14             | Kenneth Brylle          | 103e |
|                |                         |      |
| Entraîneur :   |                         |      |
| Paul Van Himst |                         |      |